# 海纳国际集团
海纳国际集团（英語：Susquehanna International Group），通常缩写作SIG，是一家美国的跨国私人金融科技公司，业务范围涵盖证券投资、交易、金融服务等。SIG由一系列附属法人组成，分别主营股票、固定收益、能源、大宗商品、股价指数与金融衍生工具、私人股权与风险投资、研究、客户交易与机构销售的交易及自营投资。SIG最广为人知的专长或许是金融衍生工具（特别是股票期权）的定价与交易。
SIG是芝加哥期权交易所、美国证券交易所、費城證券交易所、国际证券交易所中大约600个股票期权与45个股指期权的“指定做市商”（英語：Specialist），负责包括Google、高盛、摩根大通、通用电气、百事公司、微软等大牌股票，纳斯达克、罗素2000指数等大牌股指期权。
SIG的总部位于美国宾夕法尼亚州费城西部的郊区Bala Cynwyd。其总员工数超过1500人，分别分布在位于北美（纽约、芝加哥、旧金山、费城、波士顿）、澳大利亚（悉尼）、欧洲（都柏林）、中国（上海、北京）、香港的分公司中。SIG是Lower Merion Township最大的雇主。

## 公司
SIG于1987年由傑夫·亞斯、Arthur Dantchik、Steve Bloom、Eric Brooks、Andrew Frost和Joel Greenberg创立。这六个创始人至今仍是公司的主要拥有者。Yass和Dantchik每天活跃地参与公司交易策略的制定。Frost负责督导私人股权投资。SIG的经营地点横跨北美、欧洲及亚洲。其经营范围包括全球所有上市的金融产品和资产类别。其做市、指定做市及电子交易都处于国内国际业界的领先地位。SIG在证券交易所的经营使得其成为领先的流动性提供商。在福布斯“金融服务业最佳雇主”评选中，SIG被选为第一名。
2005年，海纳亚洲投资基金（SIG Asia Investments）在上海成立, 掌舵人龔挺（Tim Gong）。海纳亚洲拥有字节跳动约15%的股份。海纳批准了张一鸣成立字节跳动的想法，并在公司开始成立时向其投了略高于200万美元的资金。之后公司对字节跳动“进一步投了数亿美元”。。

### 扑克
扑克以及其它游戏是SIG公司文化的重要组成部分。创始人和高级交易员都认为扑克能教会人在金融市场交易中承担风险。SIG每年都会举办内部的扑克巡回赛，甚至曾使用扑克作为招聘工具。世界顶级扑克选手Bill Chen被SIG公司聘用进入量化交易小组。

### 助理交易员项目
SIG公司的助理交易员（英語：Assistant Trader，缩写AT）项目通过一系列的做市实践训练和不断进行的理论指导来帮助交易员学习证券交易业的知识和技能。
助理交易员们会被分配到交易台上辅助日常的交易活动。有经验的交易员会与助理交易员并排工作，回答他们的疑问并提供反馈。项目的核心是由两个高级交易员所负责的理论课堂教学。项目的全部课程由教授证券交易主要工作的模拟交易和课堂教学组成。知识点包括期权理论、科学决策、公司金融学、博弈论和市场结构。
完成该项目之后（通常持续9到18个月），所有的助理交易员会参加十周的SIG做市课程，然后才正式成为SIG的交易员。